# Adolf von Becker
Adolf von Becker (født 14. august 1831 i Helsingfors i Storfyrstendømmet Finland; død 23. august 1909 i Vevey i Schweiz) var en finsk maler og lærer.
Becker begyndte sine kunstneriske studier på det i 1848 nystiftede billedkunstakademi i Helsingfors ((finsk): Taideyliopiston Kuvataideakatemia(en)). Han studerede også jura og afsluttede 1853 sin juraeksamen og blev praktikant ved appelretten i Åbo. Den finske maler Robert Wilhelm Ekman (en) opmuntrede ham til at studere videre på kunstakademiet i København, hvorfra fra dimitterede i 1856.
Becker studerede i perioder også ved Kunstakademiet i Düsseldorf og ved École des Beaux-Arts i Paris hvor han blandt andre blev bekendt med Felix-Joseph Barrias (en), Ernest Hébert (en), Léon Cogniet og Léon Bonnat.
Han besøgte også Spanien og Italien på sine Europarejser, før han 1868 vendte tilbage til Finland for en stilling på universitetets tegneskole, hvor han efterfulgte den afdøde Magnus von Wright. 1879 blev han udnævnt til professor.
| - Adolf von Becker portrætteret - 1860'erne - 1901 Af William Grommé (fi) - Af Albert Edelfelt (ukendt dato) - (ukendt dato) |

| - Værker af Adolf von Becker - Sovende grå kat og en rotte, 1864 Sleeping Grey Cat and a Rat - En fransk skomager, 1868 A French Cobbler - Moderlig glæde, 1868 Maternal Joy - En sypige, 1869 A Girl Sewing - Krølhåret pige, 1869 Curly-Haired Girl - Ved ildstedet, 1871 En frierscene fra Österbotten By the Hearth, an Ostrobothnian Courting Scene - Ved sygesengen, 1874 By the Sickbed - Den lille får mad, 1874 Little One Being Fed - Nyfødt, 1875 Newborn - Babyen vises frem, 1875 Presenting the Baby - Søndag morgen på en gård, 1870'erne Sunday Morning in a Farmstead - Efter måltidet, 1877 After Dinner - Efter at have stået model, 1880 After Modeling - Før jagten, 1880 Before the Chase - Noget til katten, 1882 Something for the Cat - Hos smeden, 1885 At the Smithy - Interiør fra Hallonblads hjem, Hympölä herregård, 1888 Interior from the Hallonblads' Home, Hympölä Manor |